# Lanco
Lanco este un oraș și comună din provincia Valdivia, regiunea Los Ríos, Chile, cu o populație de 15.836 locuitori (2012) și o suprafață de 532,4 km2.